# 巴尼奥洛皮埃蒙特
巴尼奥洛皮埃蒙特（義大利語：Bagnolo Piemonte），是意大利库内奥省的一个市镇。总面积64平方公里，人口6047人，人口密度94.5人/平方公里（2009年）。ISTAT代码为004009。